# Hymenodictyon obovatum
Hymenodictyon obovatum är en måreväxtart som beskrevs av Nathaniel Wallich. Hymenodictyon obovatum ingår i släktet Hymenodictyon och familjen måreväxter. Inga underarter finns listade i Catalogue of Life.